# Conférence et chaire Lars-Onsager
Ne doit pas être confondu avec prix Lars-Onsager.

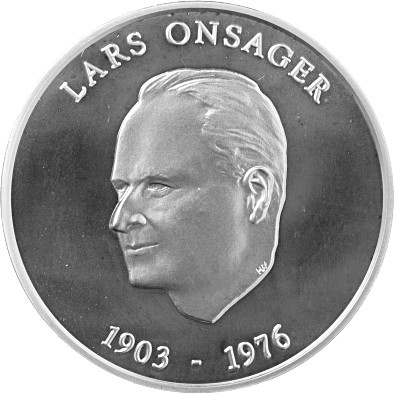
Médaille remise aux lauréats.

Les conférence et chaire Lars-Onsager sont une conférence et une chaire de professeur invité à l'université norvégienne de sciences et de technologie (NTNU) à Trondheim, les deux fondés et dotés par la famille de Lars Onsager en 1993. Une médaille à l'effigie de Lars Onsager est remise aux lauréats.
Les domaines scientifiques concernés sont, en correspondance avec les travaux de Lars Onsager, la chimie physique, la physique ou les mathématiques.
La chaire, la conférence et la médaille sont décernées chaque année par un comité international, le Onsagekomite. La chaire Lars-Onsager consiste en un séjour de recherche de 3 à 6 mois en tant que professeur invité à NTNU et l'attribution publique de la médaille.

## Lauréats

### Chaire
- 1993 George Stell (de), Université d'État de New York à Stony Brook (physique statistique)
- 1994 Vladislav Borissovitch Lazarev, Institut Kurnakov, Moscou (chimie)
- 1995 Frederick W. Gehring (de), Université du Michigan (mathématiques)
- 1996 J. M. J. van Leeuwen, Université de Leyde (physique statistique)
- 1997 Dick Bedeaux, Université de Leyde (chimie physique)
- 1998 V. S. Varadarajan (de), Université de Californie à Los Angeles (mathématiques)
- 1999 Arieh Iserles, Université de Cambridge (mathématiques)
- 2000 Victor Khavine, Université de Saint-Pétersbourg, (mathématiques)
- 2001 David A. Brant, Université de Californie à Irvine (chimie)
- 2002 John S. Newman, Université de Californie (ingénierie chimique)
- 2003 Miguel Rubí Capaceti, Université de Barcelone (chimie)
- 2004 George Batrouni, Université Nice-Sophia-Antipolis, (physique)
- 2005 Alexander Volberg, Université d'État du Michigan (mathématiques)
- 2006 John R. Klauder (de), Université de Floride (physique théorique)
- 2007 Matthieu H. Ernst, Université d'Utrecht, (physique)
- 2008 Peter S. Riseborough, Université Temple, (physique)
- 2009 Gerrit Ernst-Wilhelm Bauer, Kavli Institute of NanoScience, Université de technologie de Delft (physique)
- 2010 Élisabeth Bouchaud, CEA-SACLAY, Gif-sur-Yvette,(physique)
- 2011 George W. Scherer, Université de Princeton (ingénierie des constructions, sciences des matériaux)
- 2012 Richard Spontak, Université d'État de Caroline du Nord (chimie des polymères)
- 2013 Reinout Quispel, Université de La Trobe, Melbourne, (mathématiques)
- 2014 Xiang-Yu Zhou, Académie chinoise des sciences, Pékin
- 2015 Matthias Eschrig, Royal Holloway (université de Londres) (physique)
- 2016 Jan Vermant, École polytechnique fédérale de Zurich (physique)
- 2017 Jian-Min Zuo, Université de l'Illinois à Urbana-Champaign (sciences des matériaux)
- 2018 Eero Saksman, Université d'Helsinki (mathématiques)
- 2019 Daan Frenkel (de), (Université de Cambridge) (chimie)
- 2020 Lorenz T. Biegler, Université Carnegie-Mellon (ingénierie chimique)

### Conférence
- 1993 Michael E. Fisher, Université du Maryland (physique statistique)
- 1994 Benjamin Widom (de), Université Cornell (physique statistique)
- 1995 Werner Ebeling (de), Université Humboldt de Berlin (chimie physique)
- 1996 Russell J. Donnelly (de), Université de l'Oregon (physique)
- 1997 Pierre-Gilles de Gennes, Collège de France (physique)
- 1998 Elliott H. Lieb, Université de Princeton (physique mathématique)
- 1999 Henk N. W. Lekkerkerker, Université d'Utrecht, (chimie des colloïdes )
- 2000 Vaughan Jones, Université de Californie à Los Angeles (mathématiques)
- 2001 Michael Berry, Université de Bristol (physique mathématique)
- 2002 Frank H. Stillinger (de), Université de Princeton(chimie)
- 2003 Ivar Giaever, Physics Department, Institut polytechnique Rensselaer (physique)
- 2004 Leo Kadanoff, Université de Chicago (physique théorique)
- 2005 Brian Pippard, Laboratoire Cavendish, University of Cambridge (physique)
- 2006 Rodney J. Baxter, Université nationale australienne (physique mathématique)
- 2007 Robert B. Laughlin, Université Stanford (physique)
- 2008 Terence Tao, Université de Californie à Los Angeles(mathématiques)
- 2009 Bertrand I. Halperin, Université Harvard (physique)
- 2010 Ingrid Daubechies, Université de Princeton (mathématiques)
- 2011 Peter Hänggi (de), Université d'Augsbourg (physique)
- 2012 Arnold J. Levine, Institute for Advanced Study, (biologie systémique)
- 2013 Stanislav Smirnov, Université de Genève (mathématiques)
- 2014 Konstantin Novoselov, Université de Manchester, (physique)
- 2015 Jean-Marie Lehn, Collège de France (chimie)
- 2016 Stefan Hell, Institut Max-Planck de chimie biophysique Göttingen (physique)
- 2017 Edvard Moser et May-Britt Moser, Université norvégienne de sciences et de technologie (médecine)
- 2018 Yves Meyer, École normale supérieure Paris-Saclay (mathématiques)
- 2019 Lene Hau, université Harvard (physique)
- 2020 Emmanuelle Charpentier, Max-Planck-Forschungsstelle für die Wissenschaft der Pathogene (biologie moléculaire)